# Live at Winterland '76
Live at Winterland '76 je album v živo skupine Electric Light Orchestra (ELO), ki je izšel leta 1998. To je eden izmed le treh albumov v živo skupine, poleg The Night the Light Went On in Long Beach in Live at Wembley '78.

## Pregled
Album je bil posnet leta 1976 med turnejo Face the Music. Bas kitarist Kelly Groucutt je na albumu odpel nekaj glavnih vokalov. Album vsebuje tudi redko živo verzijo skladbe »Eldorado Suite« in živo verzijo edinega ameriškega hita skupine The Move, »Do Ya«, preden so jo ELO posneli in izdali na albumu A New World Record. Album ne vsebuje solov violinista Mika Kaminskega in čelista Hugha McDowella.

## Seznam skladb
Vse pesmi je napisal in uglasbil Jeff Lynne, razen "Roll Over Beethoven", Chuck Berry..
| Št. | Naslov                     | Dolžina |
| --- | -------------------------- | ------- |
| 1.  | „Fire on High‟             | 5:28    |
| 2.  | „Poker‟                    | 4:02    |
| 3.  | „Nightrider‟               | 4:37    |
| 4.  | „Showdown‟                 | 4:43    |
| 5.  | „Eldorado Suite‟           | 13:14   |
| 6.  | „Strange Magic‟            | 5:07    |
| 7.  | „10538 Overture« / »Do Ya‟ | 5:27    |
| 8.  | „Evil Woman‟               | 4:39    |
| 9.  | „Ma-Ma-Ma Belle‟           | 6:37    |
| 10. | „Roll Over Beethoven‟      | 6:38    |

## Zasedba
- Jeff Lynne – vokali, kitara
- Bev Bevan – bobni
- Richard Tandy – klaviature
- Kelly Groucutt – bas kitara, vokali
- Mik Kaminski – violina
- Hugh McDowell – čelo
- Melvyn Gale – čelo